# Kalamalka
Kalamalka – jezioro w Kanadzie, w Kolumbii Brytyjskiej, leżące w dolinie Okanagan, w centrum południowej części stanu, na wschód od jeziora Okanagan. Położone jest ok. 4 km na południe od miasta Vernon i stanowi jego główne źródło pitnej wody. 
W różnych porach roku kolor wody jeziora może się zmieniać od cyjanu do indyga w różnych jego częściach w tym samym czasie. Dzięki temu jezioro zyskało nazwę jeziora tysiąca kolorów. Kolor wody powstaje w wyniku rozpraszania światła na cząstkach wytrącającego się węglanu wapnia CaCO3.

## Hydrologia
Kalamalka jest oligotroficznym, monomiktycznym jeziorem marglowym o wysokiej zasadowości i twardości wody. W okresie od jesieni do wiosny wody jeziora ulegają mieszaniu na całej głębokości, natomiast od maja do początku listopada mają poziome uwarstwienie termiczne. W czasie, gdy woda jest cieplejsza i rosnącej fotosyntezy fitoplanktonu, obecne w niej jony wapnia, jony węglanowe i związki fosforu wytrącają się w toni wodnej, zmieniając kolor wody i zwiększając jej mętność. W rezultacie osad węglanu wapnia może występować na przybrzeżnych roślinach, jak i na ramienicach.
Głównym dopływem jeziora jest kanał łączący go z leżącym na południe od niego jeziorem Wood i prowadzący przez miejscowość Oyama. Odwadniane jest natomiast przez Vernon Creek w północnej jego części. Potok płynie przez miasto Vernon i uchodzi do jeziora Okanagan.

## Turystyka
Nad jeziorem jest kilka plaż. Kal Beach i Cosens Bay Beach leżą w środkowej części parku prowincjonalnego Kalamalka Lake Provincial Park. Innymi bardziej znanymi plażami są Jade Bay Beach, Juniper Bay Beach, Kekuli Bay Beach, Kirkland Park Beach i na południowym końcu, Kaloya Regional Park Beach. 
Wzdłuż jeziora znajdują się dwa parki prowincjonalne – Kalamalka Lake Provincial Park and Protected Area (4209 ha) i Kekuli Bay Provincial Park (57 ha).
Nad jeziorem położonych jest wiele ośrodków wypoczynkowych, a wśród nich Tween Lakes Resort i Klub Kal. Ze względu na to, że jezioro nie cieszy się zainteresowaniem wędkarzy, jest wykorzystywane do rekreacyjnego pływania na łodziach i jazdy na nartach wodnych. Tween Lakes Resort jest obecnie jedyną mariną na jeziorze ze stacją paliwową. 